# GnomeVFS
GnomeVFS (GNOME Virtual File System、グノーム・ヴイエフエス) は、ファイルのリード/ライト/実行のための抽象化層を提供する。主にファイルや他のGNOMEアプリケーションで使われている。
Linuxカーネルでのファイルシステム抽象化層も仮想ファイルシステム (VFS) と呼ばれているが、そちらはもっと下層にある。
GnomeVFS の代替となるGVfsが現在開発されており、FUSE 経由でパーティションをマウント可能にする予定である。